# Lamprogaster nigrihirta
Lamprogaster nigrihirta är en tvåvingeart som beskrevs av Mcalpine 1973. Lamprogaster nigrihirta ingår i släktet Lamprogaster och familjen bredmunsflugor. Inga underarter finns listade i Catalogue of Life.